# Circus Balloni

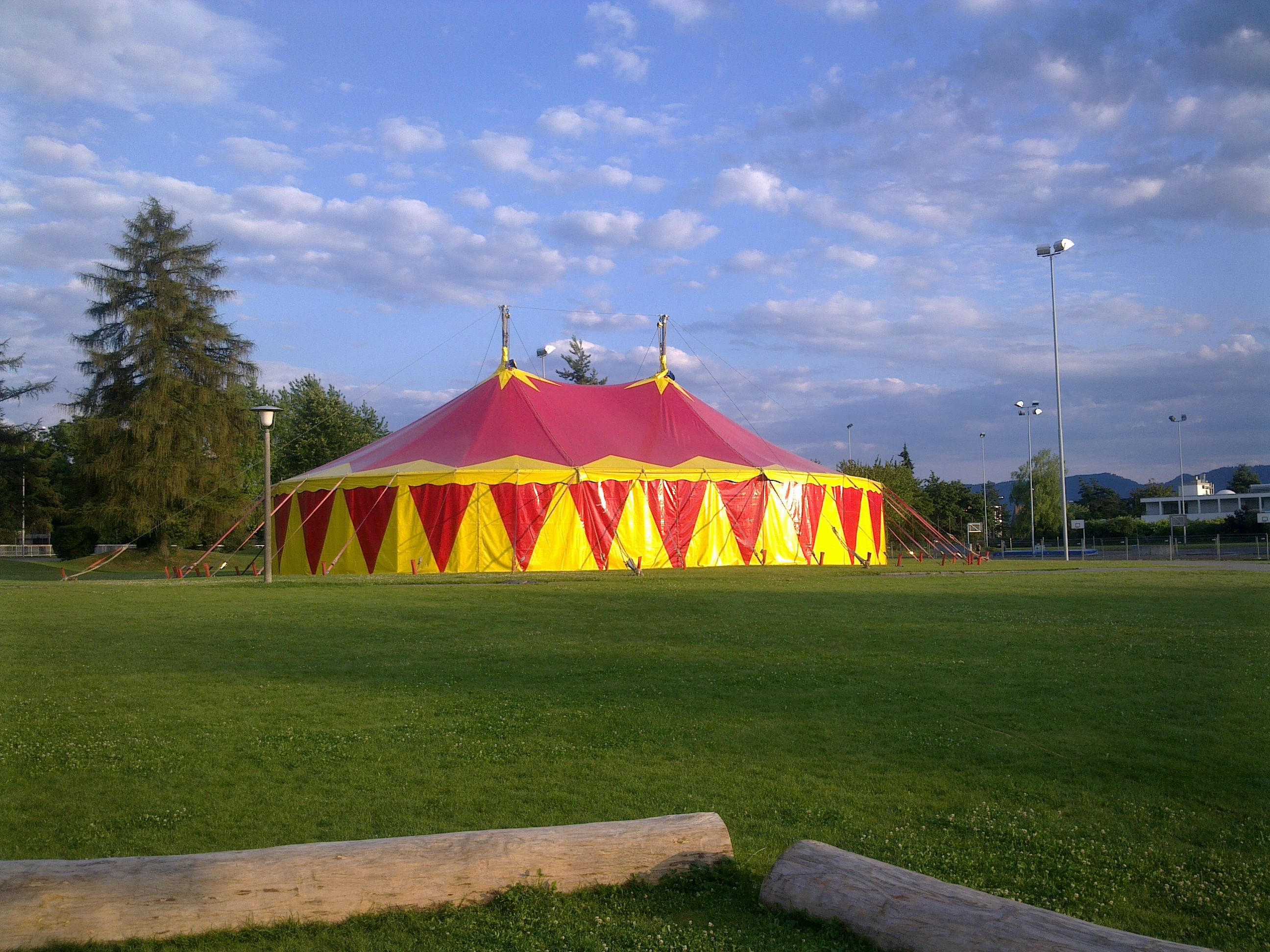
Balloni in Zollikon während einer Zirkuswoche der Schule

Der Circus Balloni ist ein Zirkus, der in Sirnach im Schweizer Kanton Thurgau stationiert ist. Dort ist das Winterlager und die von einem Verein betriebene Basis «Villa Balloni», die auch für Anlässe verwendet wird.

## Geschichte
Balloni wurde 1988 von Lucas «Pepe» Cadonau und Jürg Bläuer begründet, die erste Tournee folgte 1996. Bis 2003 war das Unternehmen in Wil domiziliert.
Im 1998 sorgte eine Berichterstattung im Nachrichtenmagazin des Schweizer Fernsehens 10vor10 für mehr Bekanntheit wegen einer Klage, die der Cirque du Soleil gegen Balloni angestrengt hatte. Balloni hatte unter dem Namen Allergia dessen Produktion veräppelt, die im gleichen Jahr unter dem Namen Alegría lief. 1999 bis 2004 tourte Balloni im Sommer mit einem grossen Zelt.
2005 und 2006 beschränkte sich der Zirkus auf längere Gastspiele an wenigen Orten. Zeltvermietungen, ganzjährige Clown-Auftritte bei Veranstaltungen mit Varieté-Charakter, Zirkusanimation in Schulen, Ferienprogrammen und bei Elternvereinigungen bildeten nebst Heilpädagogik die geschäftliche Grundlage. Die NZZ beschrieb die Aktivitäten 2006 als „witzig- schrille Truppe mit einer köstlichen Mischung aus Artistik, Kabarett und Komödie.“
2014 wurde Balloni aus der Türkei um Unterstützung gebeten in Zentren, in welchen syrische Flüchtlingskinder auch Zirkus spielen konnten. Nach der ersten Reise in die Türkei und weiteren Reisen in andere Länder entstand der Verein Plume, welcher Zirkusprojekte, Zirkusschulen und Zirkusspiel unterstützt wie in Senegal oder in Moldawien.

## Werke
- Lucas Pepe Cadonau, Jürg Bläuer: Capriolen, Zirkushandbuch, Rex Verlag, Luzern 1997/2004, ISBN 978-3-7252-0655-1.
- Lucas Pepe Cadonau, Jürg Bläuer: Salto, Zirkusspiele für Gross und Klein, Rex Verlag, Luzern, 2011, ISBN 978-3-7252-0714-5.